# Elgonfrankolin
Elgonfrankolin (Scleroptila elgonensis) är en fågel i familjen fasanfåglar inom ordningen hönsfåglar.

## Utseende och läte
Elgonfrankolinen är en vackert och intrikat tecknad medelstor frankolin. Den har brunt på ryggen, roströd undersida och en vit strupe inramad av svarta fläckar. I flykten syns stora roströda fläckar på vingarna. Arten liknar miombofrankolinen, men hittas högre upp och skiljs på bland annat mer enfärgat roströd undersida utan kraftig tvärbandning på buken. Bland lätena hörs en serie med "squee-chee" och i flykten ett skriande. 

## Utbredning och systematik
Fågeln återfinns i Afrika från östra Uganda till centrala Kenya. Den behandlas som monotypisk, det vill säga att den inte delas in i några underarter. Elgonfrankolinen betraktas traditionellt som underart till höglandsfrankolin (Scleroptila psilolaema), men urskiljs allt oftare som egen art.

### Släktestillhörighet
Tidigare placerades den i släktet Francolinus, men flera genetiska studier visar att Francolinus är starkt parafyletiskt, där vissa av arterna står närmare helt andra släkten i familjen.

## Levnadssätt
Elgonfrankolinen hittas i höglänta gräsmarker och hedar. Där ses den ofta i smågrupper.

## Status och hot
Arten har ett stort utbredningsområde, men tros minska i antal, dock inte tillräckligt kraftigt för att den ska betraktas som hotad. Internationella naturvårdsunionen IUCN listar arten som livskraftig (LC).

## Namn
Fågelns svenska och vetenskapliga artnamn syftar på berget Elgon i Kenya.